# الصين الوطنية لمواد البناء
الصين الوطنية لمواد البناء المحدودة (بالصينية: 中国建筑材料集团) و(بالإنجليزية: China National Building Material)‏ CNBM هي شركة تجارية عامة ، تشارك في الأسمنت ومواد البناء خفيفة الوزن والألياف الزجاجية والمنتجات البلاستيكية المدعمة بالألياف وشركات الخدمات الهندسية.
تعد الشركة حاليًا أكبر منتج للأسمنت والجبس في الصين. كما أنها أكبر منتج للألياف الزجاجية في آسيا، أُدرجت الشركة في بورصة هونغ كونغ تحت الاكتتاب العام في 23 مارس 2006.

## روابط خارجية
- مجموعة الصين الوطنية لمواد البناء
- الشركة الوطنية الصينية لمواد البناء المحدودة